# Дети графства Паука
«Дети Графства Паука» (англ. The Outer Limits: The Children of Spider County) — телефильм, 21 серия 1 сезона телесериала «За гранью возможного» 1963—1965 годов. Режиссёр: Леонард Хорн. В ролях — Ли Кинсолвинг, Кент Смит, Джон Милфорд, Крахан Дентон, Бенни Гаттейс.

## Вступление
В свете сегодняшнего роста беспокойства стало еще более безусловным, что богатство нации состоит в более совершенных людях, которых она скрывает. Поэтому этот вопрос вызывает глубокое беспокойство и страх за последствия, когда четверо из самых прекрасных и многообещающих молодых умов в стране внезапно исчезают с лица Земли…

## Сюжет
Группа молодых одаренных людей исчезает, и отмечено, что они все происходили из одного и того же весьма отдалённого района страны. Правительство посылает агента, чтобы тот занялся расследованием. Агент находит одного вундеркинда все ещё в том же районе — но его инопланетный патриарх планирует семейное воссоединение на их родной планете в созвездии Ориона.

## Заключительная фраза
Богатство нации, мира, состоит в более совершенных людях, которых они скрывают, и часто кажется, что эти люди слишком особенные, слишком мечтательные. И часто, потому что они ведомы своей силой и мечтами, странными для нас, они отторгаются нами. Но они действительно настолько отличаются? Они, в конце концов, не поддерживаются ли теми же самыми вещами, которые поддерживают нас — сильной любовью и ласковыми руками?